# Мубашир Насир ад-Даула
Мубашир ібн Сулейман Насир ад-Даула (араб. مبشر بن سليمان ناصر الدولة; д/н — 1114) — емір Денійської тайф в 1090—1092 роках, Майоркської тайфи в 1093—1114 роках.

## Життєпис
Походив з династії Худидів. Ймовірно був онуком Юсуфа ібн Сулеймана, еміра Лериди. Народився в Лериді, але коли саме достеменно невідомо. Замолоду брав участь у війнах проти Барселонського графства, зрештою потрапивши у полон. Його було звільнено завдяки Абдаллаху ібн ібн Аглабу, еміру Майорки, який всиновив Мурдашира.
1090 року відповідно до попередньої угоди отримав Денійську тайфу. Був союзником Беренгер-Рамона II, графа Барселони. Намагався чинити спротив військам Альморавідів. Але 1092 року його було повалено, втік до Балеарських островів.
1093 року після смерті Абдаллаха ібн Аглаба став новим еміром Майорки. В своїй столиці Медина-Майорка організував літературний гурток, усіляко підтримуючи розвиток культури. Водночас організував масштабні піратські напади на Сардинію, Прованс, лангедок, Каталонію.
У 1109 року норвезький король Сігурд I на прохання християнських держав атакував володіння Мубашира Насира ад-Даули, завдавши у морській битві біля острова Форментера поразки арабському флоту. після цього було сплюндровано острови Ейлісса і Менорка.
У 1114 році в союзі з Пізанською і Генуєзькою республіками барселонський граф Рамон-Беренгер III здійснив напад на цитаделі Мубашира на Майорці і Ібіці, звільнивши безліч християн. Цим скористався Абу'л-Рабі Сулейман, який повалив Мубашира Насира ад-Даулу.